# Reticulocyt

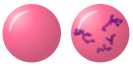
Reticulocyt

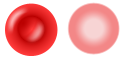
Erytrocyt

Reticulocyten zijn onvolgroeide erytrocyten (rode bloedcellen), die in het menselijk lichaam ongeveer 1% van de rode cellen uitmaken. Reticulocyten ontwikkelen zich uit de normoblasten. Tijdens deze ontwikkeling wordt de celkern van de normoblast uitgestoten, waarna 1-2 dagen later een kernloze reticulocyt overblijft. In tegenstelling tot erytrocyten bevatten ze nog RNA en resten van celorganellen en zijn ze iets groter dan de erytrocyten. Deze RNA-restanten worden wel substantia granulofilamentosa genoemd.
Reticulocyten ontwikkelen en volgroeien in het beenmerg en circuleren dan gedurende ongeveer een dag in de bloedbaan, voordat ze verder ontwikkelen tot volwassen rode bloedcellen. Ze worden reticulocyten genoemd omdat ze een reticulair (netachtig) netwerk van ribosomaal RNA hebben, dat met behulp van bepaalde kleuringen zoals methyleenblauw onder een microscoop zichtbaar wordt.
Een verhoogd aantal reticulocyten in het perifere bloed (normaal 3–18 ‰) is een aanwijzing voor versterkte aanmaak door het beenmerg (verhoogde erytropoëse) en een verlaagd aantal reflecteert een aanmaakprobleem. Dit kan van praktisch belang zijn voor het onderscheiden van de verschillende oorzaken van bloedarmoede.

## Overzichthematopoëtische stamcelrode beenmerg
| Hematopoëse            | Hematopoëse          | Hematopoëse            | Hematopoëse | Hematopoëse | Hematopoëse | Hematopoëse | Hematopoëse | Hematopoëse     | Hematopoëse    |
| ---------------------- | -------------------- | ---------------------- | ----------- | ----------- | ----------- | ----------- | ----------- | --------------- | -------------- |
| Leukopoëse             | Leukopoëse           | Leukopoëse             | Leukopoëse  | Leukopoëse  | Leukopoëse  | Leukopoëse  | Leukopoëse  | Erytropoëse     | Trombopoëse    |
| Myeloblast             | Myeloblast           | Myeloblast             | Monoblast   | Lymfoblast  | Lymfoblast  | Lymfoblast  |             | Pro-erytroblast | Megakaryoblast |
| Myeloblast             | Myeloblast           | Myeloblast             | Monoblast   | Lymfoblast  | Lymfoblast  | Lymfoblast  | Erytroblast |                 | Megakaryoblast |
| Myeloblast             | Myeloblast           | Myeloblast             | Monoblast   | Lymfoblast  | Lymfoblast  | Lymfoblast  | Normoblast  |                 | Megakaryoblast |
| Promyelocyt            | Promyelocyt          | Promyelocyt            | Monocyt     | Lymfocyt    | Lymfocyt    | Lymfocyt    | Reticulocyt | Megakaryocyt    |                |
| Neutrofiele granulocyt | Basofiele granulocyt | Eosinofiele granulocyt | Macrofaag   | B-cel       | T-cel       | NK-cel      | Mastocyt    | Erytrocyt       | Trombocyt      |